# سيتي بنك الإمارات العربية المتحدة
شركة سيتي بنك، الإمارات العربية المتحدة هو فرع امتياز لشركة سيتي جروب الأمريكية في الإمارات العربية المتحدة، وهي شركة خدمات مالية متعددة الجنسيات مقرها في مدينة نيويورك. ترتبط سيتي بنك الإمارات بشبكة تمتد عبر 98 سوقًا حول العالم. يقع مركز اتصال الدعم الهاتفي لعملاء الخدمات المصرفية للأفراد في سيتي بنك الإمارات العربية المتحدة في سيتي بنك البحرين.

## التاريخ
تأسس سيتي بنك الإمارات العربية المتحدة في عام 1964 لأول مرة عندما افتتح فرعه الأول في دبي، ولاحقًا افتتح فرعه الثاني في أبو ظبي عام 1971.

## الفروع
يملك سيتي بنك الإمارات العربية المتحدة فروعًا كاملة الخدمات في ثلاثة مواقع فقط من الإمارات السبع في دولة الإمارات العربية المتحدة، وذلك في أبو ظبي ودبي والشارقة.

## المنتجات والخدمات
يقدم سيتي بنك الإمارات للعملاء والمؤسسات مجموعة من المنتجات والخدمات المالية، بما في ذلك الخدمات المصرفية للأفراد وللشركات والخدمات المصرفية الاستثمارية. كما يقدم أبحاث ومبيعات الأسهم المؤسسية ؛ والعملات الأجنبية، وبطاقات الائتمان.

### متطلبات فتح الحساب المصرفي
منذ عام 2015، يطلب سيتي بنك الإمارات من عملاء الخدمات المصرفية الجدد الحفاظ على 35,000 درهم كحد أدنى يعادل التوازن الأساسي لحساب المعاملات مع بطاقة الخصم.

### أسواق رأس المال والعمليات المصرفية الاستثمارية
في دبي، تتم العمليات في مركز دبي المالي العالمي (DIFC) المرخصة بموجب سيتي جروب جلوبال ماركتس ليمتد. منذ عام 2006.
في أبو ظبي، تتم العمليات في سوق أبو ظبي العالمي، مرخص بموجب سيتي بنك منذ عام 2018.

### مركز الحجز في الخارج
يستخدم سيتي بنك الإمارات العربية المتحدة أيضًا مركزًا للحجز الخارجي للحصول على القروض والمنتجات الأخرى لأغراض الكفاءة الضريبية.

### دعم المحفظة الرقمية
اعتاد سيتي بنك الإمارات دعم محفظة سيتي باي الخاصة به لبطاقات الخصم والائتمان الخاصة بهم. تم إيقاف هذه المحفظة المحمولة في 30 يونيو 2019.
لا يتم دعم سامسونج باي وجوجل باي. أبل باي مدعوم على بطاقات ماستر كارد الائتمانية فقط وتم طرحه في 15 سبتمبر 2020.

## روابط خارجية
- موقع سيتي بنك، الإمارات العربية المتحدة